# 장거리 정밀 화력
장거리 정밀 화력(Long Range Precision Fires, LRPF)은 미국이 개발중인 지대지 탄도 미사일이다. M39, M39A1 에이태킴스 미사일을 대체할 것이다.

## 역사
사거리 500 km 이상의 탄도미사일 개발을 금지한 INF 조약이 폐기되었다. 이에, 미국은 에이태킴스 미사일을 대체할 새로운 탄도 미사일을 개발중이다.
록히드 마틴, 레이시온이 시제품을 개발중이며, 채택된 모델을 미군이 계약할 것이다. 2020년부터 시험발사를 시작할 것이며, 2027년 여단급 부대에 실전배치될 것이다.
미래사령부의 6대 혁신 중점 분야의 첫번째 사업이다.
- 에이태킴스 미사일, 록히드 마틴, 사거리 300 km
- 딥스트라이크 미사일, 레이시온, 사거리 500 km
- 프리즘 미사일, 록히드 마틴, 사거리 500 km

배치된 지 25년이나 되고 개량형(M-39A1)의 사거리도 300 km에 불과한 기존의 에이태킴스 미사일 체계로는 원거리 표적에 대한 효과적인 정밀타격이 어렵다는 판단에 따라 새로운 전천후 장거리 정밀타격 미사일 개발작업에 나섰다.
LRPF는 미사일에 의한 간접정밀사격(IPF) 방식을 사용해 표적을 공격, 무력화, 제압, 파괴한다.
INF 조약을 폐기하자마자, 미국은 육군용 토마호크 미사일과 LRPF를 배치할 계획이다. 새로운 지상발사형 토마호크 미사일은 과거 그리폰 미사일과 달리, 초음속 비행을 하는 대신, 사거리를 1000 km로 줄였다.
이에 맞서는 러시아의 무기 체계는 이스칸데르 미사일이다. 이스칸데르는 탄도 미사일과 순항미 사일이 동일한 발사차량을 사용한다. 한국은 현무-2 탄도 미사일과 현무-3 순항 미사일이 있다. 북한은 김스칸데르라는 KN-23 탄도 미사일은 자주 발사해서 과시하고 있는데, 순항 미사일 시험 발사 소식이 없다.